# Jacqueline Baudot
Pour les articles homonymes, voir Baudot.
Jacqueline Baudot-Boisson (lieu et date de naissance inconnus) est une escrimeuse française pratiquant le fleuret. Durant l'après-Seconde Guerre mondiale, elle fit partie de l'équipe de France de fleuret féminin championne du monde à deux reprises. Elle a aussi été médaillée de bronze en individuel.

## Carrière
Jacqueline Baudot intègre l'équipe de France dès les premiers championnats du monde de l'après-guerre, en 1947. Sa carrière débute par une médaille d'argent derrière l'équipe 
expérimentée du Danemark. L'année suivante, en 1948, l'équipe de France reçoit la médaille de bronze mondiale dans une épreuve à nouveau dominée par les Danoises, devant l'équipe de Hongrie. Comme il n'existe pas encore d'épreuve olympique par équipes pour les femmes, chaque pays n'envoie que trois escrimeuses aux Jeux de Londres de 1948. La France préfère Renée Garilhe, Françoise Gouny et Lylian Malherbaud à Jacqueline Baudot, mais aucune de ces escrimeuses ne parvient à s'illustrer : toutes trois s'arrêtent dès le deuxième tour de poule.
En 1949, elle prend une revanche sur sa non-sélection en étant médaillée de bronze et meilleure française aux championnats du monde. Aucune compétition par équipes n'est organisée cette année là. Les deux saisons suivantes sont glorieuses pour l'équipe de France, titrée coup sur coup aux championnats du monde en 1950 et 1951 devant leurs rivales danoises et hongroises. Dès 1952, cependant, de nouvelles fleurettistes (Kate Bernheim et Françoise Mailliard) poussent Jacqueline Baudot vers la sortie. Elle 
ne participe donc pas aux Jeux d'Helsinki.

## Palmarès
- Championnats du monde d'escrime
  -  Médaille d'or par équipes aux championnats du monde d'escrime 1951 à Stockholm
  -  Médaille d'or par équipes aux championnats du monde d'escrime 1950 à Monte-Carlo
  -  Médaille d'argent par équipes aux championnats du monde d'escrime 1947 à Lisbonne
  -  Médaille de bronze aux championnats du monde d'escrime 1949 au Caire
  -  Médaille de bronze par équipes aux championnats du monde d'escrime 1948 à La Haye